# Martin Hartmann
Martin Hartmann (Breslavia, 1851 – Berlino, 1918) è stato un orientalista tedesco.
Allievo del grande Heinrich Leberecht Fleischer, fu dragomanno nel vicino oriente ed insegnante a Berlino. Si occupò soprattutto di letteratura araba, ma non didegnò studi archeologici.

## Opere
- Arabischer Sprachführer für Reisende. Leipzig 1881
- Hebräische Verskunst nach dem metek sefatajim des 'Immanu'el Fransis und anderen Werken jüdischer Metriker. Berlin 1894
- Metrum und Rhythmus: die Entstehung der arabischen Versmaße, Gießen 1896
- Das Muwassah: das arabische Strophengedicht; eine Studie der Geschichte und der Dichter einer der Hauptformen der arabischen Verskunst; mit Formenlisten, Versmassen und Namenregister, Weimar 1897 & Gießen 1896. Neudruck Amsterdam, 1981
- Bohtan, eine topographisch-historische Studie. Berlin 1897
- Lieder der libyschen Wüste: die Quellen und die Texte; nebst einem Exkurse über die bedeutenderen Beduinenstämme des westlichen Unterägypten, Leipzig 1899
- Chinesisch-Turkestan. Geschichte, Verwaltung, Geistesleben und Wirtschaft. Halle 1908
- Islam, Mission, Politik. Leipzig 1912
- Reisebriefe aus Syrien. Berlin 1913